# Wielka przesuwka samogłoskowa
Wielka przesuwka samogłoskowa (ang. Great Vowel Shift) – największa zmiana, która zaszła w wymowie języka angielskiego w XV wieku. Zmiana ta dotyczyła głównie wymowy długich samogłosek i jest bezpośrednią przyczyną obecnej rozbieżności między ortografią i wymową angielską.

## Natura zmian
Wielka przesuwka samogłoskowa miała miejsce pod koniec epoki języka średnioangielskiego. Pierwsze efekty były słyszalne w XV w. Zmiany dotknęły siedmiu samogłosek. Każda z nich zmieniła swoje brzmienie, ale w ciągu całego procesu była podtrzymana różnica między jednym dźwiękiem a następnym. Co prawda /e:/ i /ɛ:/ przeszły w /i:/, ale stało się to dopiero w XVIII w. Na diagramie (1) umieszczono zestaw samogłosek z okresu języka średnioangielskiego – sytuację wyjściową przed zmianą. W dwóch przypadkach (4) i (5) zmiana przyjęła tylko jeden stopień, w innych – zmiany postępowały dalej, przy czym całkowita zmiana zajęła ok. 200 lat. Określenie „przesuwka” odnosi się do XVI w., a na diagramie okres ten oznaczono żółtym kolorem.
Tradycyjne rozumienie zjawiska przesuwki jest takie, że zjawiska te były połączone, a jedna zmiana wywoływała następną, i tak przez cały system, przy czym konsekwentnie zachowywano odległość między poszczególnymi fonemami. Nie ma jednak pewności, która samogłoska zapoczątkowała zmiany. Jeden z poglądów mówi, że pierwsza zmieniła się samogłoska /i:/ i stała się dyftongiem, co zwolniło miejsce, na które przyszła następna samogłoska, „wypychając” poprzednika na pozycję przymkniętą (3). Inny pogląd głosi, że pierwsza przesunęła się samogłoska /ɑ:/, „wypychając” następną samogłoskę i rozpoczynając reakcję łańcuchową (diagram 8-9); słabą stroną tej hipotezy jest znalezienie powodu dla przesuwki samogłosek tylnych, skoro /ɑ:/ zapoczątkowała przesuwkę samogłosek przednich.
Niezależnie jednak, czy przyjmuje się teorię „wypychania” (8-9) czy też „przeciągania” (6-7), zmiana odbywała się symetrycznie i te same procesy dotyczyły zarówno samogłosek przednich, jak i tylnych. Prostotę tych zmian zakwestionowano w latach 80. XX w., po odkryciu tekstów z odpowiednich epok, a także w wyniku badań dialektalnych. Niektórzy badacze uważają, że między zmianami w samogłoskach przednich i tylnych nie ma żadnej relacji i opowiadają się za dwoma niezależnymi łańcuchami zmian.

## Najważniejsze zmiany fonetyczne
| Zmiany poszczególnych dźwięków (IPA) | Zmiany poszczególnych dźwięków (IPA) | Zmiany poszczególnych dźwięków (IPA) | Zmiany poszczególnych dźwięków (IPA) |
| Średnioangielski                     | Wczesny nowoangielski                | Nowoangielski                        | Przykład                             |
| ------------------------------------ | ------------------------------------ | ------------------------------------ | ------------------------------------ |
| a:                                   | æ:, ɛ:, e:                           | eɪ                                   | a w make                             |
| ɛ:                                   | e:                                   | i:                                   | ea w beak                            |
| e:                                   | i:                                   | i:                                   | ee w feet                            |
| i:                                   | ɪi, əɪ                               | aɪ                                   | i w mice                             |
| ɔ:                                   | o:                                   | oʊ / əʊ                              | oa w boat                            |
| o:                                   | u:                                   | u:                                   | oo w boot                            |
| u:                                   | ʊu, əʊ                               | aʊ                                   | ou w mouse                           |

W większości wypadków zmiany wymowy nie pociągnęły za sobą zmian w ortografii. Termin „wielka przesuwka samogłoskowa” został użyty po raz pierwszy przez duńskiego językoznawcę Ottona Jespersena (1860–1943).
Języki niemiecki, islandzki i niderlandzki podlegały podobnym zmianom w okresie trwania wielkiej przesuwki samogłoskowej, jednakże ich pisownia była odpowiednio reformowana i obecnie odpowiada wymowie w dużo większym stopniu niż angielska.